# هاورث (أوكلاهوما)
هاورث (بالإنجليزية: Haworth, Oklahoma)‏ هي بلدة أمريكية تقع في الولايات المتحدة في مقاطعة ماكورتاين، أوكلاهوما. يقدر عدد سكانها بـ 354 نسمة ومساحتها 4.2 كم2 وترتفع عن سطح البحر 122 متر.

## التركيبة السكانية
حدّد مكتب تعداد الولايات المتحدة بيانات التركيبة السكانية لهاورث في تعداد الولايات المتحدة. في ما يلي، التركيبة السكانية حسب تعدادي 2000 و2010.

### تعداد عام 2000
بلغ عدد سكان هاورث 354 نسمة بحسب تعداد عام 2000، وبلغ عدد الأسر 140 أسرة وعدد العائلات 98 عائلة مقيمة في البلدة. في حين سجلت الكثافة السكانية 84.7 نسمة لكل كيلومتر مربع (219.4/ميل2). وبلغ عدد الوحدات السكنية 160 وحدة بمتوسط كثافة قدره 38.3 لكل كيلومتر مربع (99.2/ميل2).
وتوزع التركيب العرقي للبلدة بنسبة 81.36% من البيض و1.98% من الأمريكيين الأفارقة و9.32% من الأمريكيين الأصليين و1.98% من الأعراق الأخرى و5.37% من عرقين مختلطين أو أكثر و5.65% من الهسبانيون أو اللاتينيون من أي عرق.
بلغ عدد الأسر 140 أسرة كانت نسبة 39.3% منها لديها أطفال تحت سن الثامنة عشر تعيش معهم، وبلغت نسبة الأزواج القاطنين مع بعضهم البعض 45% من أصل المجموع الكلي للأسر، ونسبة 19.3% من الأسر كان لديها معيلات من الإناث دون وجود شريك،  بينما كانت نسبة 5.7% من الأسر لديها معيلون من الذكور دون وجود شريكة وكانت نسبة 30% من غير العائلات. تألفت نسبة 26.4% من أصل جميع الأسر من عدة أفراد يعيشون في نفس المنزل ونسبة 12.1% كانت تتألف من شخص يعيش بمفرده يبلغ من العمر 65 عاماً أو أكثر. وبلغ متوسط حجم الأسرة المعيشية 2.53، أما متوسط حجم العائلات فبلغ 3.04.
بلغ العمر الوسطي للسكان 31.8 عاماً. وكانت نسبة 29.7% من القاطنين تحت سن الثامنة عشر، وكانت نسبة 9.6% بين الثامنة عشر والرابعة والعشرين عاماً، ونسبة 29.7% كانت واقعةً في الفئة العمرية ما بين الخامسة والعشرين والرابعة والأربعين عاماً، ونسبة 18.6% كانت ما بين الخامسة والأربعين والرابعة والستين، ونسبة 12.4% كانت ضمن فئة الخامسة والستين عاماً فما فوق. يوجد لكل 100 أنثى 102.3 ذكر، ويوجد لكل 100 أنثى في الثامنة عشر من عمرها فما فوق 91.5 ذكر.
بلغ متوسط دخل الأسرة في البلدة 18,750 دولارًا، أما متوسط دخل العائلة فبلغ 25,000 دولارًا. وكان متوسط دخل الذكور 27,083 دولارًا مقابل 26,250 دولارًا للإناث. وسجل دخل الفرد الخاص بالبلدة 9,617 دولارًا. وكانت نسبة 35.8% من العائلات ونسبة 42.9% من السكان تحت خط الفقر، وكان من هؤلاء نسبة 49.1% تحت سن الثامنة عشر ونسبة 17% في الخامسة والستين من العمر وما فوق.

### تعداد عام 2010
بلغ عدد سكان هاورث 297 نسمة بحسب تعداد عام 2010، وبلغ عدد الأسر 120 أسرة وعدد العائلات 78 عائلة مقيمة في البلدة. في حين سجلت الكثافة السكانية 71.1 نسمة لكل كيلومتر مربع (184.1/ميل2). وبلغ عدد الوحدات السكنية 148 وحدة بمتوسط كثافة قدره 35.4 لكل كيلومتر مربع (91.7/ميل2).
وتوزع التركيب العرقي للبلدة بنسبة 76.09% من البيض و5.05% من الأمريكيين الأفارقة و10.10% من الأمريكيين الأصليين و0.67% من الأعراق الأخرى و8.08% من عرقين مختلطين أو أكثر و3.03% من الهسبانيون أو اللاتينيون من أي عرق.
بلغ عدد الأسر 120 أسرة كانت نسبة 39.2% منها لديها أطفال تحت سن الثامنة عشر تعيش معهم، وبلغت نسبة الأزواج القاطنين مع بعضهم البعض 37.5% من أصل المجموع الكلي للأسر، ونسبة 20.8% من الأسر كان لديها معيلات من الإناث دون وجود شريك،  بينما كانت نسبة 6.7% من الأسر لديها معيلون من الذكور دون وجود شريكة وكانت نسبة 35% من غير العائلات. تألفت نسبة 31.7% من أصل جميع الأسر من عدة أفراد يعيشون في نفس المنزل ونسبة 10% كانت تتألف من شخص يعيش بمفرده يبلغ من العمر 65 عاماً أو أكثر. وبلغ متوسط حجم الأسرة المعيشية 2.48، أما متوسط حجم العائلات فبلغ 3.04.
بلغ العمر الوسطي للسكان 36.8 عاماً. وكانت نسبة 29.6% من القاطنين تحت سن الثامنة عشر، وكانت نسبة 6.1% بين الثامنة عشر والرابعة والعشرين عاماً، ونسبة 23.6% كانت واقعةً في الفئة العمرية ما بين الخامسة والعشرين والرابعة والأربعين عاماً، ونسبة 30.3% كانت ما بين الخامسة والأربعين والرابعة والستين، ونسبة 10.4% كانت ضمن فئة الخامسة والستين عاماً فما فوق. وتوزع التركيب الجنسي للسكان بنسبة 51.9% ذكور و48.1% إناث.

## أعلام
- تومي بولت